# 原秀樹
原 秀樹（はら ひでき、1955年（昭和30年）6月9日 - ）は、日本の政治家。元徳島市長（3期）。

## 経歴
徳島県徳島市佐古町出身。徳島県立城北高等学校を経て、1981年に中央大学法学部を卒業。
1989年に徳島県議会議員に当選、4期務める。2000年に徳島県議会副議長就任。県議時代は自由民主党に所属した。徳島青年会議所理事長、日本青年会議所四国地区会長、徳島中央ライオンズクラブ会長、徳島県監査委員、徳島県議会土木委員長などを歴任。2001年より学校法人原学園・白うめ幼稚園理事長。
2004年に徳島市長に初当選。2008年3月、徳島市長選に2選を目指して出馬。民主党の加藤真志、共産党の十枝修らを破り、2期目の当選を果たす。2012年3月の市長選挙では共産党推薦の十枝を再び破り3選を果たした。
2016年3月の市長選では4選目を目指したが、新人で元四国放送のアナウンサーである遠藤彰良に敗れ落選。